# 里维尔海滩站
里维尔海滩站（英語：Revere Beach station）位于马萨诸塞州里维尔市，是波士顿地铁蓝线车站。车站外即为波士顿地区夏日广受欢迎的里维尔海滩，周围同时也是密集住宅区。车站最初与1954年1月投入使用，当时是波士顿里维尔海滩及林恩铁路火车站。1994年至1995年期间，车站关闭重建。

## 历史

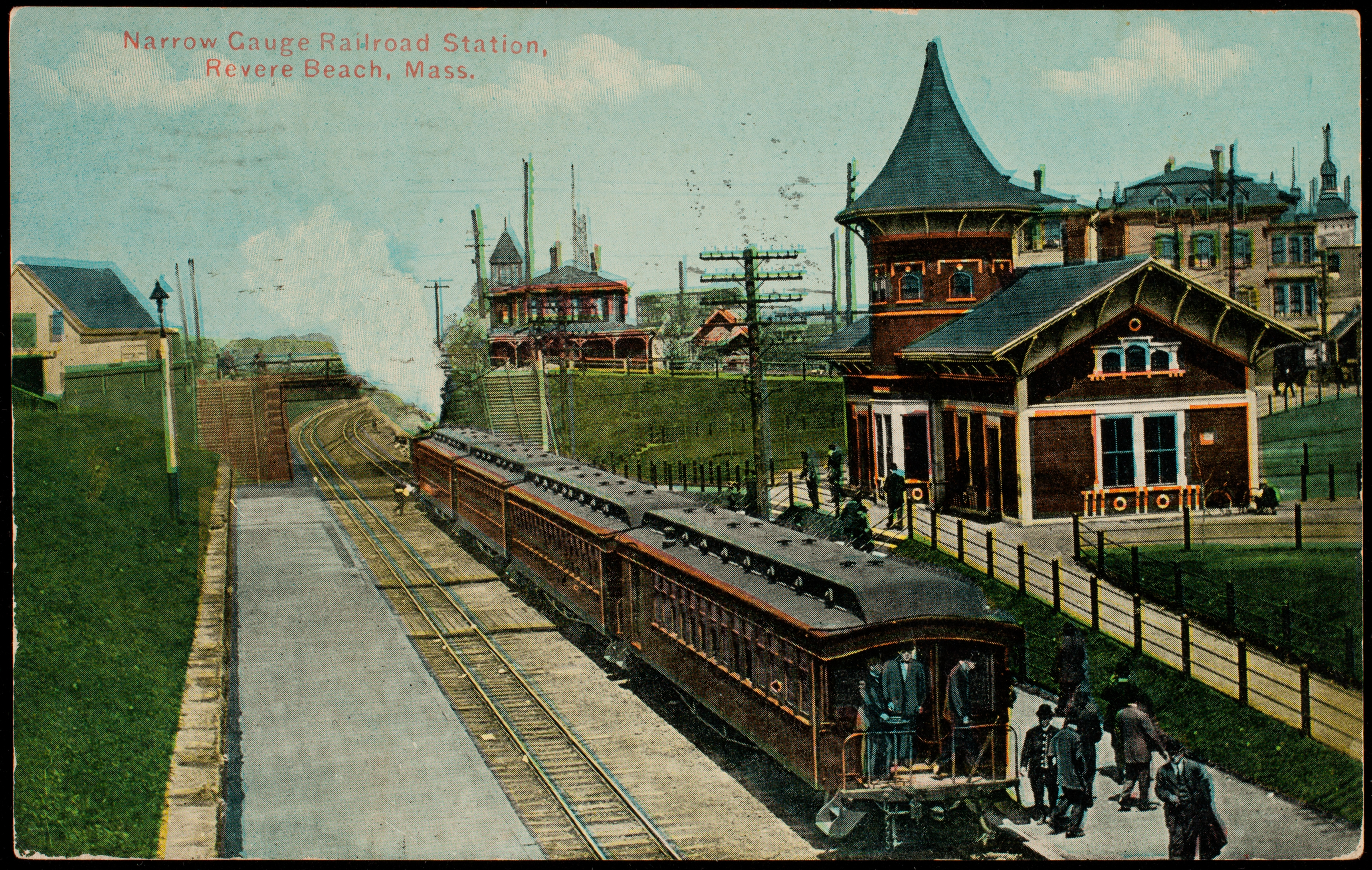
1910年明信片上的新月海滩站

从东波士顿开往林恩的波士顿里维尔海滩及林恩铁路为窄軌火车，最初与1875年7月29日开通。铁路从热门的海滨穿过，并在海滩街与雪莉大道间设立了里维尔站。19世纪70年代重命名为亭楼站，1884年重命名为新月海滩站。
东部铁路于1884年到1885年在靠内陆也运行了一条铁路，就在波士顿里维尔海滩及林恩铁路的西侧。1897年4月，波士顿里维尔海滩及林恩铁路也转移到相同的铁路上运行。1928年，铁路线电气化后更像一条地铁线。然而，受大萧条影响，波士顿里维尔海滩及林恩铁路于1940年1月27日停止运营。

### 地铁
1941年，波士顿高架铁路公司收购部分铁路给其快速有轨电车线使用，这条线路与阿什蒙特-马塔潘快速线十分相似。受第二次世界大战影响，线路改造计划受阻。1926年的《运输设施改善报告》和1945年至1947年的《柯立芝委员会报告》并不建议将铁路改造成有轨电车，而是推荐将东波士顿隧道地铁延长至林恩市。
1947年，大都会交通署决定将地铁延长至林恩，并于1948年开工建设。1952年1月，东部高地站开放，同年4月，萨福克当斯站开放。1954年1月19日，剩下的第二阶段施工完成，地铁蓝线延长至梦幻之地站。

### 改造重建

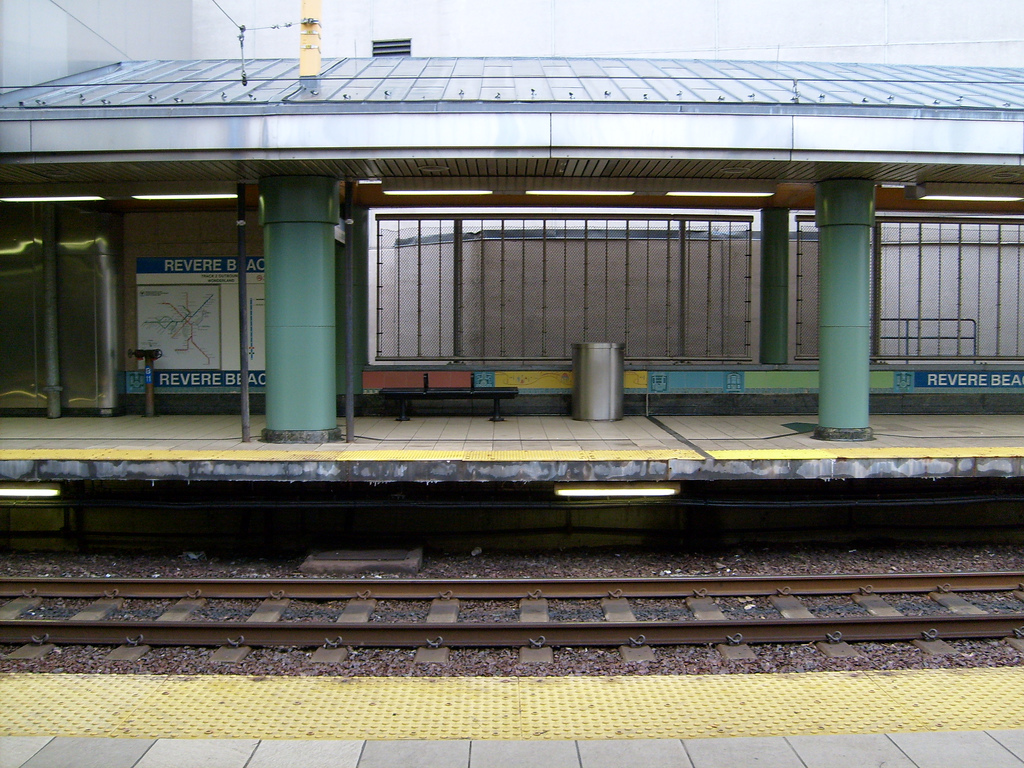
2008年翻新工程之前的里维尔海滩站站台

1994年6月25日起，里维尔海滩站开始关闭了将近一整年，作为地铁蓝线现代化改造项目的一部分，与萨福克当斯站、比奇蒙特站和梦幻之地站一同重建。蓝线的终点站暂时改为东部高地站。四座车站重建共花费4.67亿美元。里维尔海滩站大部分重建，花费980万美元，并与其他车站一起于1995年6月24日重新开放。
2008年8月2日至29日之间，车站站台翻新，并短时间关闭。

## 车站结构
波士顿地铁蓝线机场站以东的所有车站均为两座侧式站台两股轨道结构。车站地表为购票检票大厅，站台坐落在露天沟槽内，在地下一层。
| G  | 地面               | 出入口、站台间过道、检票口 |
| B1 | 侧式站台，右侧开门 | 侧式站台，右侧开门         |
| B1 | 入城               | 往保丁 （比奇蒙特）        |
| B1 | 出城               | 往梦幻之地 （终点站）      |
| B1 | 侧式站台，右侧开门 |                            |